# West Coast Express
West Coast Express es un servicio de tren suburbano que funciona en Vancouver y su área metropolitana, en la provincia de British Columbia (Canadá). Fue inaugurado en 1995 y consta de una línea que vincula Mission, Port Haney, Maple Ridge, Pitt Meadows, Port Coquitlam, Coquitlam, y Port Moody con la estación Waterfront, en el centro de Vancouver, donde se pueden realizar transbordos con el SkyTrain, y el SeaBus.

## Servicios
En 2014 había 5 frecuencias en cada sentido durante los días hábiles.
El transporte de pasajeros se realiza sobre una línea de 64 kilómetros de extensión, propiedad de Canadian Pacific Railway y utilizada por más de 60 trenes de carga al día. Para supervisar las operaciones ferroviarias en una red con ese nivel de tráfico, West Coast Express implementó, en 1998, un sistema de control denominado Cellular digital packed data que utiliza frecuencias de telefonía celular para la trasmisión de datos entre los trenes y el puesto de control centralizado. El sistema permite el seguimiento el tiempo real de los trenes, que cada 100 metros reportan automáticamente su identificación, posición y velocidad. Con estos datos, es posible controlar el cumplimiento de los horarios e informar a los pasajeros de cualquier interrupción del servicio.
Existen planes para crear una nueva estación en Albion, entre Mission y Port Haney.

## Material rodante
Cada tren consta de una locomotora diésel-eléctrica General Motors EMD F59PHI y entre cuatro y nueve vagones tipo Bombardier. Cada vagón puede transportar un máximo de 144 personas. Al igual que muchos trenes de cercanías, el West Coast Express utiliza el sistema de tirar-empujar, en lugar de mover la locomotora al otro extremo del tren, es simplemente controlado remotamente desde una segunda cabina en el último vagón, permitiendo al tren correr "hacia atrás". Los vagones incluyen lavabos, cafetería, accesibilidad para silla de ruedas y espacio para bicicletas.

## Imágenes

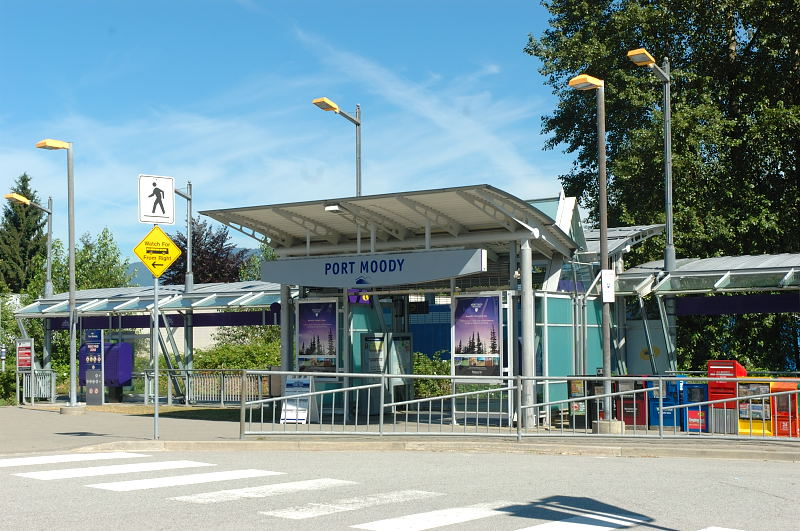
Estación Port Moody.
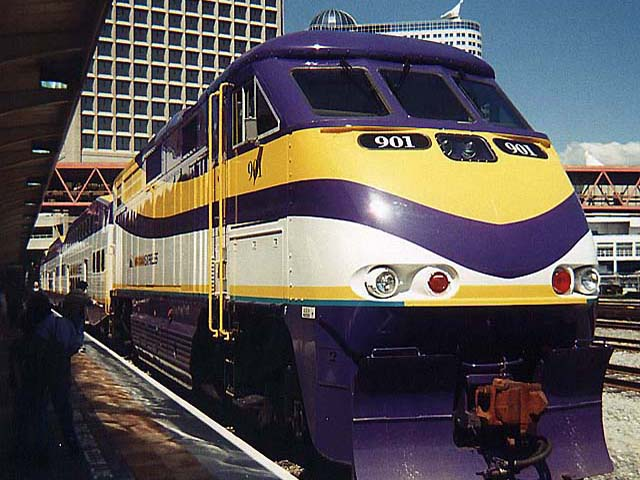
Una formación detenida en la estación Waterfront.
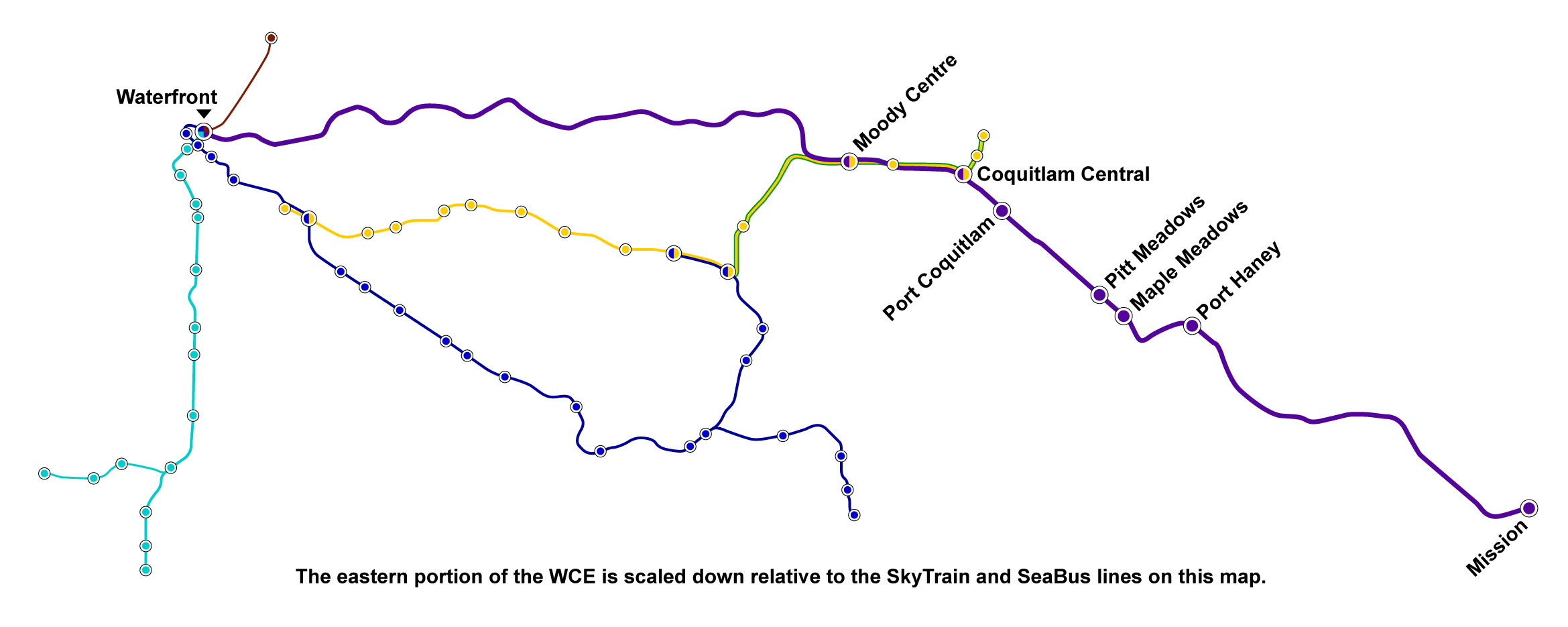
Mapa de la red. En púrpura, la línea de West Coast Express.
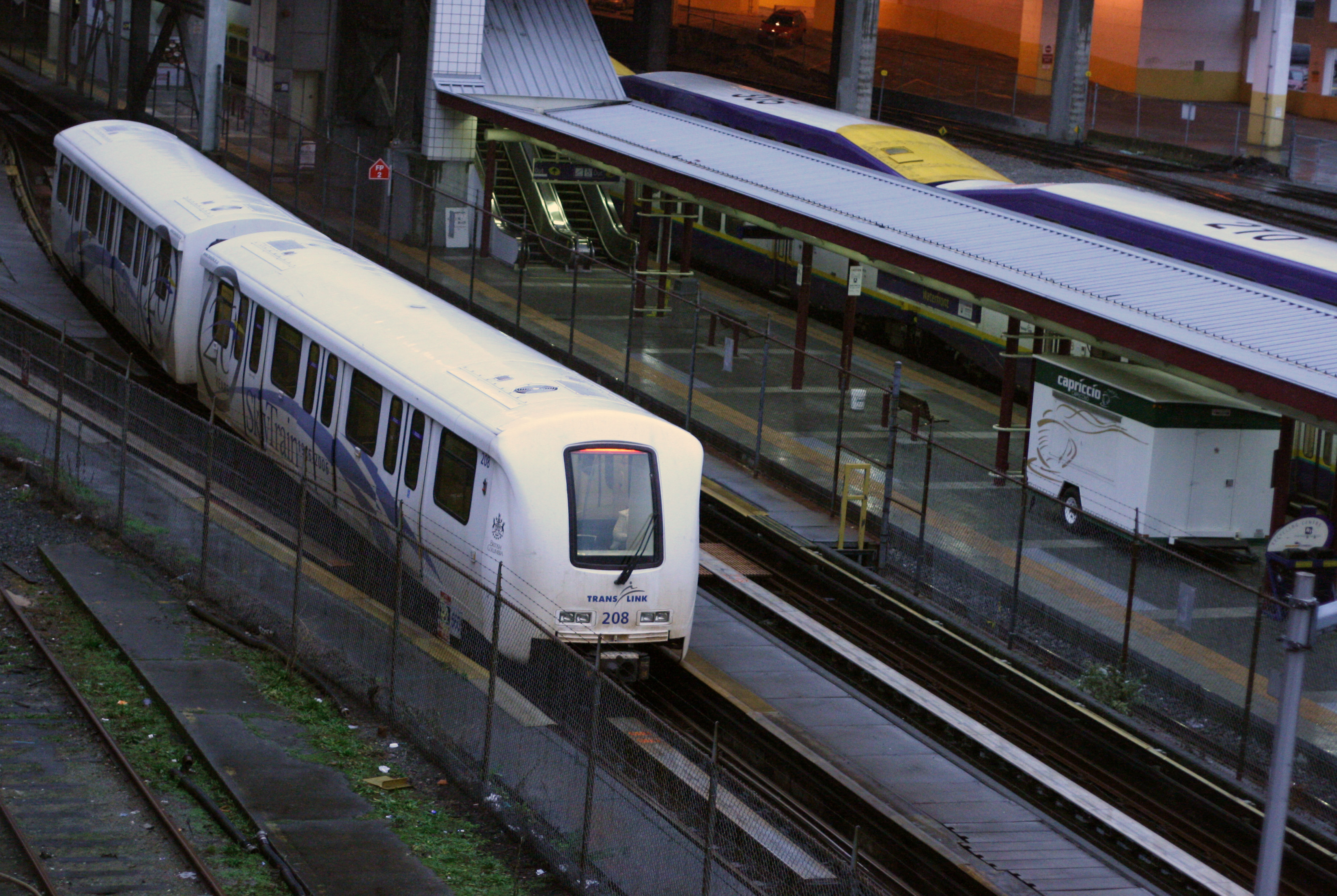
SkyTrain y West Coast Express en Waterfront.